# Muereasca
Muereasca es una comuna ubicada en el distrito Vâlcea, Rumania.

## Superficie
Posee una superficie de 42,88 kilómetros cuadrados.

## Demografía
Hasta 2021 la población era de 2063 habitantes, con una densidad de población de 48,11 habitantes por kilómetro cuadrado.